# BMW Open 2022
BMW Open 2022 — тенісний турнір, що проходив на ґрунтових кортах у місті Мюнхен, Німеччина з  25 квітня. Належав до категорії ATP 250.

## Фінальна частина

### Одиночний розряд
Гольгер Руне —  Ботік ван де Зандсгулп 3–4 Ret.

### Парний розряд
Кевін Кравіц /  Андреас Міс —  Рафаель Матос /  Давід Веґа Ернандес 4–6, 6–4, [10–7]